# Tomás Gutiérrez Alea
Tomás Gutiérrez Alea (* 11. Dezember 1928 in Havanna, Kuba; † 17. April 1996 ebenda), ebenfalls bekannt unter seinem Spitznamen Titón, war ein kubanischer Filmregisseur und Drehbuchautor. Er war richtungsweisend für das Neue Lateinamerikanische Kino.

## Biografie
Tomás Gutiérrez Alea studierte Rechtswissenschaften an der Universität von Havanna, zur gleichen Zeit wie Fidel Castro. Während seines Studiums drehte er mit seiner Super-8-Kamera erste humoristische und satirische Kurzfilme: Rotkäppchen (La caperucita roja, 1946), Der Fakir (El faquir, 1947) und nach einer Erzählung Franz Kafkas Eine tägliche Verwirrung (Una confusión cotidiana, 1950).
Nach dem Jura-Examen an der Universität von Havanna 1951 ging er zusammen mit Julio García Espinosa nach Rom, wo er am Centro Sperimentale di Cinematografia eine Regieausbildung absolvierte. Hier lernte er die Cineasten Fernando Birri aus Argentinien, Gabriel García Márquez aus Kolumbien, Oscar Torres aus der Dominikanischen Republik und den Kameramann Néstor Almendros kennen. Einer seiner Lehrer am Centro Sperimentale di Cinematografia war der italienische Filmregisseur Cesare Zavattini. Als Abschlussarbeit am Centro Sperimentale di Cinematografia schrieb er das Drehbuch für Der Traum von Giovanni Bassain (Il sogno di Giovanni Bassain, 1953), einen Kurzfilm auf 35 mm, und betätigte sich als Regieassistent.
Beeinflusst vom italienischen Neorealismus, kehrte Tomás Gutiérrez Alea 1953 nach Kuba zurück und wurde Mitglied der fortschrittlichen Kulturorganisation Unsere Zeit (Sociedad Cultural Nuestro Tiempo), der auch Alfredo Guevara, Santiago Álvarez, Julio García Espinosa und José Massip angehörten. Nach Auffassung der kubanischen Cineasten verfügte der Neorealismus über die besten Erfahrungen, um eine authentische Kinokultur in Kuba aufzubauen. Gemeinsam mit García Espinosa drehte Gutiérrez Alea 1955 den 20-minütigen Dokumentarfilm Das Köhlerdorf (El mégano) über das Leben von Köhlern und Holzarbeitern in den Sümpfen von Zapata südlich von Havanna. Obwohl der Film keine direkten Anklagen gegen die Batista-Diktatur enthielt, wurde er verboten, und einige an ihm Beteiligte wurden verhaftet. Heute gilt El mégano als Ausgangspunkt für das Neue Kubanische Kino.
1957 arbeitete Tomás Gutiérrez Alea als Regisseur bei der Wochenschau Cine Revista, die der Mexikaner Manuel Barbachano auf Kuba produzierte und aus der die Techniker für das 1959 gegründete kubanische Filminstitut kamen. Für Cine Revista realisierte Tomás Gutiérrez Alea 1957 den Dokumentarfilm Die Einnahme von Havanna durch die Engländer (La toma de la Habana por los Ingleses).
Gemeinsam mit Julio García Espinosa baute er die Filmabteilung der Rebellen-Armee auf und beteiligte sich am Aufstand gegen die Batista-Diktatur. Nach der siegreichen Revolution realisierte Tomás Gutiérrez Alea 1959 seinen kurzen Dokumentarfilm Das ist unser Land (Esta tierra nuestra) über die Bauernvertreibung in Kuba vor dem Sieg der Revolution und unterstützte Julio García Espinosa bei dem Dokumentarbericht über die Feier zum 6. Jahrestag des Sturms auf die Moncada-Kaserne in Santiago de Cuba, Sechster Jahrestag (Sexto aniversario). An der Gründung und am Aufbau des kubanischen Filminstituts Instituto Cubano del Arte e Industria Cinematográficos (ICAIC) war er 1959 gemeinsam mit Alfredo Guevara, Santiago Álvarez, José Massip, Manuel Octavio Gómez und Julio García Espinosa beteiligt. 1960 drehte Tomás Gutiérrez Alea den Dokumentarfilm Generalversammlung (Asamblea general) über die Versammlung, auf der die 1. Deklaration von Havanna angenommen wurde. Den ersten Spielfilm nach der Revolution verwirklichte Tomás Gutiérrez Alea 1960: Geschichten der Revolution (Historias de la revolución). Dieser Episodenfilm entfaltet ein weites Bild vom Kampf des kubanischen Volkes gegen die Diktatur Fulgencio Batistas (1952–1958). Kameramann zweier Episoden war Otelleo Martell, der bereits in Italien bei Roberto Rossellini Stromboli (Stromboli, terra di dio) (1949) und Federico Fellini Das süße Leben (La dolce vita, 1959) die Kamera führte. Für die kubanische Wochenschau drehte Tomás Gutiérrez Alea 1961 zusammen mit Santiago Alvarez den Dokumentarfilm Tod den Invasoren (Muerte al invasor) über die gescheiterte Invasion der Exilkubaner in der Bahia de Cochinos (Schweinebucht).
Nach dem russischen Roman von Ilja Ilf und Jewgeni Petrowitsch Katajew verwirklichte er 1962 seinen satirischen Spielfilm Die zwölf Stühle (Las doce sillas), in dem die Reste der bürgerlichen Ordnung mit Spott und Ironie dem Gelächter der neuen Ordnung ausgeliefert werden. 1964 verfilmte er den Roman Gouverneur de la rose (Herr über den Tau) von Jacques Roumain: Beschwörung (Cumbite). Der Film zeigt die Bewohner eines haitianischen Dorfes im 19. Jahrhundert, die sich in einer Genossenschaft organisieren.
Mit Der Tod eines Bürokraten (La muerte de un burócrata, 1966), einer bissigen Satire über die wuchernde Bürokratie in Kuba (und nicht nur dort), zeigte er seine filmischen Vorlieben (Luis Buñuel, Ingmar Bergman). Der Film wurde 1966 beim Internationalen Filmfestival von Karlovy Vary mit dem Kristallglobus ausgezeichnet. Eine Anfangssequenz des Films ist eine Hommage an Juan Carlos Tabío, einem jungen kubanischen Dokumentarfilmemacher. Seitdem verband Tomás Gutiérrez Alea mit ihm eine tiefe Freundschaft, die sich auch in der gemeinsamen Arbeit niederschlug, so in Filmen wie Wohnung zu tauschen (Se permuta, 1983) von Juan Carlos Tabío, für den er die Idee lieferte. Beide arbeiteten in der Gruppe ‘Rociante’, einer der drei Produktionsgruppen des ICAIC. Das Drehbuch für seinen Spielfilm Bis zu einem gewissen Punkt (Hasta cierto punto, 1983) schrieb Juan Carlos Tabío. Als Tomás Gutiérrez Alea Anfang der 1990er Jahre schwer krank wurde, machten sie gemeinsam Erdbeer und Schokolade (Fresa y Chocolate) und Guantanamera.
In dem Spielfilm Memorias del subdesarrollo (Erinnerungen an die Unterentwicklung, 1968), der großen Zuspruch bei den Kritikern in Nordamerika fand, mischt er Spiel- und Dokumentarfilmsequenzen. Sergio, ein vierzigjähriger bürgerlicher Intellektueller, bleibt nach der Revolution in Kuba, obwohl seine Frau und seine Eltern das Land verlassen haben. Ein Weggefährte Tomás Gutiérrez Aleas, Néstor Almendros, der in den 1960er Jahren einen Dokumentarfilm über die Verfolgung der Homosexuellen in Kuba realisierte, verließ Ende der 60er Jahre Kuba und arbeitete dann für Claude Chabrol, François Truffaut, Robert Benton, Mike Nichols und Andrew Solt. Für In der Glut des Südens (Days of Heaven, 1978) von Terrence Malick wurde Néstor Almendros mit dem Oscar ausgezeichnet.
Tomás Gutiérrez Aleas historischer Spielfilm Eine kubanische Schlacht gegen die Dämonen (Una pelea cubana contra los demonios, 1971) nach dem gleichnamigen Werk des kubanischen Forschers Fernando Ortiz Fernández spielt im Kuba des 17. Jahrhunderts. Für weitere kubanische historische und alltagsbezogene Filme schrieb Tomás Gutiérrez Alea das Drehbuch und war als Dramaturg tätig: 1974 Der andere Francisco (El otro Francisco)  von Sergio Giral und In gewisser Hinsicht (De cierta manera) von Sara Gómez. Gómez, eine der wenigen kubanischen Filmemacherinnen, schildert in ihrem Film die Konflikte einer Lehrerin, zweier Arbeiter und eines Strafentlassenen, die sich vor Probleme gestellt sehen, die sie nicht zu lösen vermögen.
1974 drehte Tomás Gutiérrez Alea den Dokumentarfilm Die Kunst der Zigarre (El arte de tabaco) über den manuellen Herstellungsprozess einer Zigarre. Sein 1974 begonnener Dokumentarfilm Die Schlacht von Guisa (La batala de Guisa) blieb unvollendet. 1975 reiste er in den Jemen und war Aufnahmeleiter beim Dokumentarfilm Der Weg von Weihrauch und Myrrhe (El camino de la mirra y el incienso) über die jemenitische Revolution, der 1978 von Constante Diego fertiggestellt wurde. 1977 reiste er nach Aserbaidschan und war Aufnahmeleiter bei Der sechste Teil der Welt (La sexta parte del mundo) von Julio García Espinosa.
Ein weiterer historischer Spielfilm über das Begreifen der Probleme der Sklaverei aus aktueller Sicht folgte 1976 mit Das letzte Abendmahl (La última cena), der Ende des 18. Jahrhunderts in Kuba spielt. Der Besitzer einer Zuckerrohr-Plantage, ein religiöser Graf aus Havanna, lädt in der Karwoche zwölf seiner Sklaven zu einem symbolischen Abendmahl ein. Kameramann bei seinem ersten Film in Farbe war Mario García Joya, der auch Eine kubanische Schlacht gegen die Dämonen, Die Kunst der Zigarre, Das letzte Abendmahl, Die Überlebenden, Bis zu einem gewissen Punkt, Briefe aus dem Park, Erdbeer und Schokolade und Jorge Ali Trianas Zeit zu sterben (Tiempo de morir, Kolumbien, Kuba 1985) nach dem Drehbuch von Gabriel García Márquez filmte. 1978 folgte Tomás Gutiérrez Aleas Spielfilm Die Überlebenden (Los sobrevivienters), eine Hommage an Luis Buñuel Der Würgeengel (El ángel exterminador, Mexiko 1962). Eine bürgerliche Familie aristokratischen Ursprungs beschließt nach dem Sieg der Revolution, in Kuba zu bleiben und sich auf ihrem Gut einzuigeln, bis die Revolution vorbei ist.
In Bis zu einem gewissen Punkt (Hasta cierto punto, 1983), einer Liebesgeschichte zwischen dem Drehbuchautor Oscar und der Hafenarbeiterin Lina, setzt sich Tomás Gutiérrez Alea kritisch mit dem weit verbreiteten ‘Machismo’ in Kuba auseinander. Hauptdarstellerin in Bis zu einem gewissen Punkt ist seine Lebensgefährtin Mirtha Ibarra, die auch in seinen Spielfilmen Briefe aus dem Park (Cartas del parque, 1988), einer einfachen und romantischen Liebesgeschichte aus dem vorrevolutionäre Kuba nach einem Text Gabriel García Márquez, Erdbeer und Schokolade  und Guantanamera ihre schauspielerischen Qualitäten zeigte. 1991 realisierte er nach einer Idee von García Márquez den Kurzfilm Contigo en la distancia. Der Film ist einem Bolero von César Portillo de la Luz aus den fünfziger Jahren mit gleichem Titel gewidmet. Sein international bekanntester Film Erdbeer und Schokolade (Fresa y chocolate, 1993) erhielt 1995 eine Oscar-Nominierung und wurde bei den 44. Internationalen Filmfestspielen in Berlin mit dem Silbernen Bären und dem Spezialpreis der Jury ausgezeichnet. Sein letzter Film Guantanamera (1995) widmet sich den Schwierigkeiten des kubanischen Alltags, am Ende des Films bleibt der dogmatische Funktionär alleine im Regen stehen. In einer längeren Sequenz widmet er sich der afrokubanischen Kultur, einer der Wurzeln der kubanischen Identität, und dem Nachdenken über den Tod.
Im Februar 1998, bereits nach dem Tod des Regisseurs, griff der damalige Staatschef Fidel Castro in einer vom staatlichen Fernsehen übertragenen Rede vor dem kubanischen Parlament den Film Guantanamera – ohne ihn zuvor gesehen zu haben – als „konterrevolutionäres Filmchen“ an. Castro bezeichnete es als „verabscheuungswürdig“, dass für die Produktion solcher Machwerke, die zu bekämpfen seien, staatliche Mittel aufgewendet würden. Kuba brauche statt dieser Art von Komödien mehr Filme, die die Heldenhaftigkeit und die Erfolge der Revolution feierten. Alfredo Guevara, seit Studienzeiten enger Vertrauter Castros sowie Gründer und Leiter des staatlichen Filminstituts ICAIC, kommentierte die Kritik kurz darauf mit der Überzeugung, dass Castro ungenügend informiert sei. Anfang März kam es in der Angelegenheit zu einer nichtöffentlichen Aussprache Castros mit den Vorstandsmitgliedern des Künstlerverbands UNEAC, in deren Rahmen mehrere Verbandsvertreter Guantanamera und andere kritisierte Werke verteidigten. Castro sprach bei dem Treffen von „Missverständnissen“ und erklärte, dass er die großen Verdienste des verstorbenen Gutiérrez Alea nicht habe schmälern wollen. Eine von vielen Intellektuellen zuvor befürchtete Verschärfung der kubanischen Kulturpolitik blieb danach aus.
Gutiérrez Alea hinterließ nicht nur beeindruckende Filme, sondern auch zahlreiche Essays, die sich mit dem Medium Film beschäftigen, wie der bekannteste Essay: Dialéctica del espectador (Dialektik des Zuschauers), der ins Italienische, Englische und Portugiesische übersetzt wurde.
In Deutschland zu Gast war er beim Internationalen Forum des Jungen Films in Berlin mit zwei Filmen: Das letzte Abendmahl (8. Forum, 1978) und Bis zu einem gewissen Punkt (14. Forum, 1986). Bei seiner Deutschlandtournee 1990 war Tomás Gutíerrez Alea mit Miriam Talavera, die seine Filme Bis zu einem gewissen Punkt, Briefe aus dem Park sowie Erdbeer und Schokolade am Schneidetisch bearbeitete, und Juan Carlos Tabío u. a. Gast der Filmwerkstatt Münster und in Bremen.
Tomás Gutiérrez Alea verstarb am 17. April 1996 in Havanna nach langer Krebskrankheit. Er vermochte es mit seinen unterhaltenden Filmen – häufig in Form der Komödie –, Missstände in der Gesellschaft offenzulegen und sie zu kritisieren, die wuchernde Bürokratie in Der Tod eines Bürokraten, den Machismo in Bis zu einem gewissen Punkt, die Repression gegen Homosexuelle in Erdbeer und Schokolade und die Kapriolen der Planwirtschaft in Guantanamera (1995). Auch mit seinen historischen Filmen wie Beschwörung; Eine kubanische Schlacht gegen die Dämonen und Das letzte Abendmahl trug er dazu bei, die heutige gesellschaftliche Realität besser zu verstehen. Mit Erinnerungen an die Unterentwicklung, einem seiner wichtigsten Werke, setzte er sich 1968 mit der Rolle der Intellektuellen im revolutionären Kuba auseinander. Mit seinem Gesamtwerk hat er wichtige Impulse für das Neue Lateinamerikanische Kino gesetzt.
1996 widmete ihm das 18. Internationale Festival des Neuen Lateinamerikanischen Films in Havanna eine Retrospektive.

## Filmografie
- 1946: Die rote Mütze (La caperucita roja) Kurzfilm
- 1947: Der Fakir (El faquir) Kurzfilm
- 1950: Eine tägliche Verwirrung (Una confusión cotidiana) Kurzfilm
- 1953: Der Traum von Giovanni Bassain (Il sogno di Giovanni Bassain) Kurzfilm, Regieassistenz und Drehbuch
- 1955: Das Köhlerdorf (El mégano) Kurzfilm gemeinsam mit Julio García Espinosa
- 1958: Die Einnahme von Havanna durch die Engländer (Cine Revista: La toma de La Habana por los ingleses)
- 1959: Das ist unser Land (Esta tierra nuestra)
- 1959: Sechster Jahrestag (Sexto aniversario) von Julio García Espinosa, Mitarbeit
- 1960: Generalversammlung (Asamblea general)
- 1960: Geschichten der Revolution (Historias de la revolución)
- 1961: Tod den Invasoren (Muerte al invasor) gemeinsam mit Santiago Álvarez
- 1962: Die zwölf Stühle (Las doce sillas)
- 1964: Beschwörung (Cumbite)
- 1966: Der Tod eines Bürokraten (La muerte de un burócrata)
- 1966: Papiere sind Papiere (Papeles son Papeles) von Fausto Canel, Drehbuch, Dramaturgie
- 1968: Erinnerungen an die Unterentwicklung (Memorias del Subdesarrollo)
- 1971: Eine kubanische Schlacht gegen die Dämonen (Una pelea cubana contra los demonios)
- 1974: Die Kunst der Zigarre (El arte de tabaco)
- 1974: In gewisser Hinsicht (De cierta manera) von Sara Gómez, Dramaturgie und Drehbuch
- 1974: Der andere Francisco (El otro Francisco) von Sergio Giral, Drehbuch
- 1976: Das letzte Abendmahl (La última cena)
- 1978: Der Weg von Weihrauch und Myrrhe (El camino de la mirra y el incienso) von Constante Diego, Aufnahmeleitung
- 1979: Die Überlebenden (Los sobrevivientes)
- 1983: Wohnung zu tauschen (Se permuta) von Juan Carlos Tabío, Idee
- 1983: Bis zu einem gewissen Punkt (Hasta cierto punto)
- 1988: Briefe aus dem Park (Cartas del parque)
- 1991: Contigo en la distancia, Kurzfilm
- 1993: Erdbeer und Schokolade (Fresa y chocolate) gemeinsam mit Juan Carlos Tabío
- 1995: Guantanamera (Guantanamera), gemeinsam mit Juan Carlos Tabío